# Refractohilum
Refractohilum D. Hawksw.  (refraktochilum) – rodzaj workowców (Ascomycota). Należy do niego  6 gatunków. Anamorfy bliżej nieokreślonych Pezizomycotina. W Polsce występuje jeden gatunek.

## Systematyka i nazewnictwo
Pozycja w klasyfikacji według Index Fungorum: Incertae sedis, Incertae sedis, Incertae sedis, Incertae sedis, Pezizomycotina, Ascomycota, Fungi.
Jest to niedawno utworzony nowy rodzaj o bliżej nieokreślonej pozycji taksonomicznej. Nazwa polska według W. Fałtynowicza.

## Gatunki
- Refractohilum achromaticum (B. Sutton) D. Hawksw. 1977
- Refractohilum galligenum D. Hawksw. 1977
- Refractohilum intermedium Cl. Roux & Etayo 1997
- Refractohilum mycophilum R.F. Castañeda, W.B. Kendr. & Guarro 1998
- Refractohilum peltigerae (Keissl.) D. Hawksw. 1977– refraktochilum pawężnicowe
- Refractohilum pluriseptatum Etayo & Cl. Roux 1997

Nazwy naukowe na podstawie Index Fungorum. Nazwy polskie według W. Fałtynowicza.